# Christian de Castries
Graaf Christian Marie Ferdinand de la Croix de Castries (Parijs, 11 augustus 1902 – aldaar, 29 juli 1991) was de Franse commandant bij de Slag bij Điện Biên Phủ in 1954. Hij behoorde tot de Franse adellijke familie de Castries die lang verbonden was met het leger.
Castries nam op 19-jarige leeftijd dienst in het Franse leger. Hij werd naar de cavalerieopleiding in Saumur gestuurd en behaalde de graad van officier (1926) maar nam ontslag om zich toe te leggen op de paardensport.  Nadat hij aan het begin van de Tweede Wereldoorlog weer in dienst was getreden, werd hij gevangengenomen (1940). Hij wist in 1941 te ontsnappen uit een Duits krijgsgevangenkamp en vocht vervolgens met de geallieerden tijdens de Veldtocht in Noord-Afrika, de Italiaanse Veldtocht, Operatie Dragoon (in Zuid-Frankrijk) en tijdens de bevrijding van Zuid-Duitsland en het Zwarte Woud.
In 1946 – inmiddels bevorderd tot luitenant-kolonel – werd hij naar Indochina gestuurd. Daar raakte hij gewond. Castries herstelde daarop een jaar in Frankrijk vooraleer hij terugkeerde naar Vietnam als kolonel. In december 1953 werd hij belast met de verdediging van Điện Biên Phủ en kreeg een veldpromotie tot brigadegeneraal. Na een beleg van acht weken werd het garnizoen op 7 mei 1954 verslagen door de strijdkrachten van de Vietminh, wat het einde inluidde van de Eerste Indochinese Oorlog en de Franse aanwezigheid in Zuidoost-Azië. Castries werd vier maanden gevangen gehouden terwijl in Genève over een wapenstilstandsakkoord werd onderhandeld. Hij ging in 1959 met pensioen. Twee weken voor zijn 89e verjaardag overleed hij in zijn geboortestad.

## Externe link

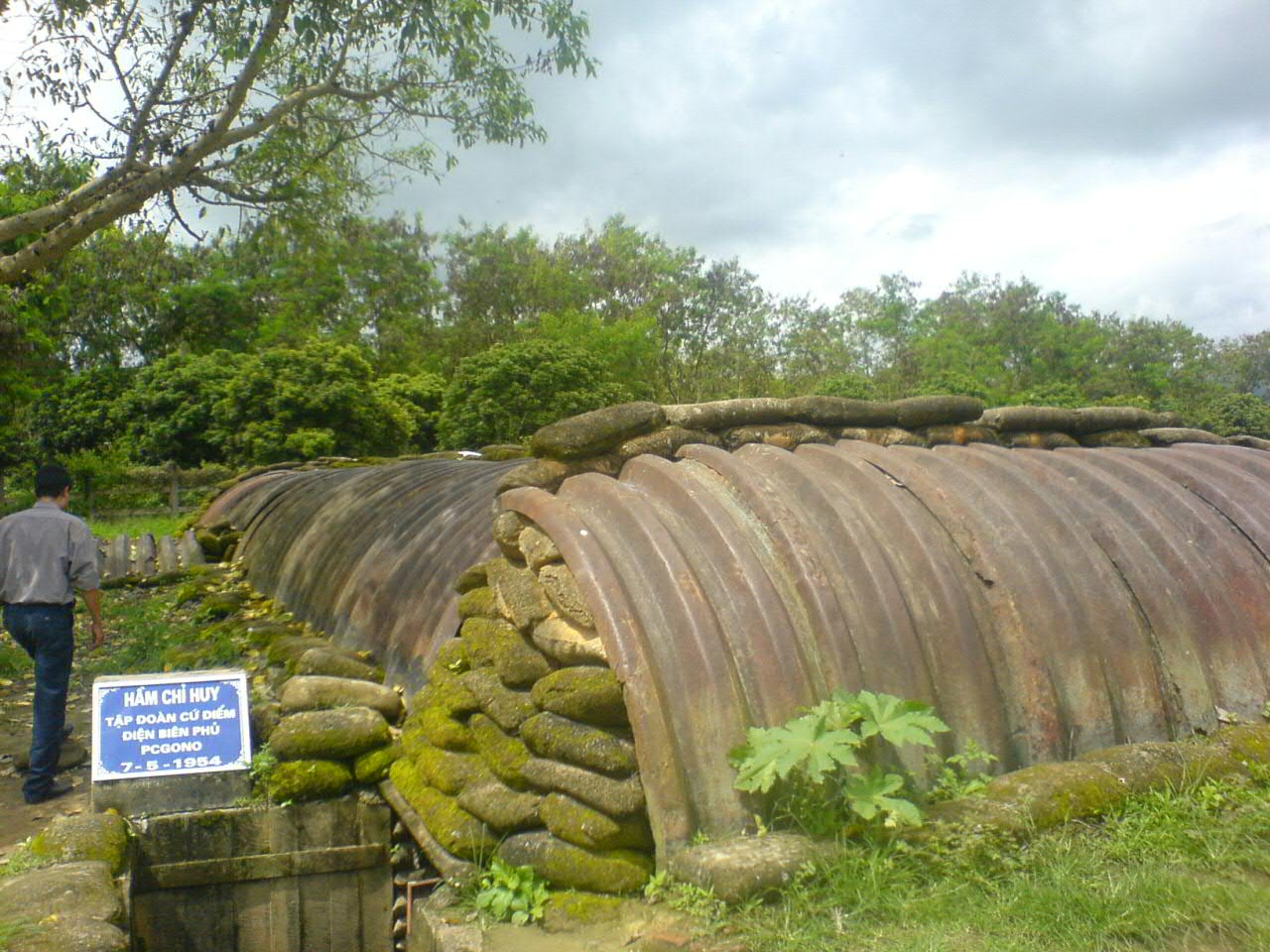
Foto van de commandobunker van de Castries in Điện Biên Phủ.

## Onderscheidingen
- Legioen van Eer
  - Officier[1]
- Croix de Guerre 1939-1945[1]